# ئی‌ام‌دی جی۲۶
ئی‌ام‌دی جی۲۶ (انگلیسی: EMD G26) یک لوکوموتیو دیزلی ساخت شرکت الکترو-موتیو دیویژن، جنرال موتورز دیزل (و شرکت مهندسی کلاید بوده است.
این لوکوموتیو در دهه ۱۹۶۹ تولید می‌شده دارای ۱۲۴ کیلومتر بر ساعت سرعت نهایی و ۱۰۰٫۴ تن وزن بوده است.